# 森 (姓)
森（しん）は、漢姓の一つ。

## 中国の姓
雲南省曲靖市、台湾に分布する。2020年の中華人民共和国の統計では人数順の上位100姓に入っておらず、台湾の2018年の統計では369番目に多い姓で、347人がいる。

## 朝鮮の姓
森（しん、サム、サㇺ、朝: 삼）は、朝鮮人の姓の一つである。

### 氏族
| 氏族（地域） | 創始者 | 割合 (%) （2000年） |
| ------------ | ------ | ------------------- |
| 三嘉森氏     |        |                     |

2015年の韓国の調査では扶余森氏が21人、残りの4人の本貫は不明である。

### 人口と割合
1960年度国勢調査の時初めて現われた氏姓である。1930年度国勢調査では確認されなかったが、多くの文献には記録があり朝鮮総督府中枢院で調査した資料にも森氏があった。
| 年度   | 人口 | 世帯数 | 順位         | 割合 |
| ------ | ---- | ------ | ------------ | ---- |
| 1960年 | 14人 |        | 258姓中241位 |      |
| 1985年 | 85人 |        | 274姓中235位 |      |
| 2000年 |      |        |              |      |
| 2015年 | 25人 |        |              |      |